# جون بورتر (عالم اجتماع)
جون بورتر هو عالم اجتماع كندي، ولد في 12 نوفمبر 1921، وتوفي في 15 يونيو 1979.